# Lennart Peyron
Knut Lennart Peyron, född 19 november 1909 i Stockholm, död 30 december 1981 i Oscars församling i Stockholm, var en svensk militär (generalmajor). 

## Biografi
Peyron avlade officersexamen vid flottan 1931 och övergick 1936 till Flygvapnet. Åren 1942–1943 var han divisionschef för 92. jaktflygdivisionen (Ivar Blå). Peyron var stabschef vid Tredje flygeskadern (E 3) åren 1944–1947 och chef för Flygkadettskolan (F 20) åren 1947–1951. Åren 1951–1952 var han flottiljchef för Östgöta flygflottilj (F 3). Åren 1957–1960 var Peyron chef för Flygstaben och 1960–1966 chef för Tredje flygeskadern (E 3). Han invaldes som ledamot av Krigsvetenskapsakademien 1953.
Lennart Peyron var son till Henry Peyron och Louise född Reuterskiöld. Han är gravsatt i minneslunden på Norra begravningsplatsen utanför Stockholm.

## Utmärkelser
- Riddare av Svärdsorden, 1946.[4]
- Riddare av Vasaorden, 1948.[5]
- Riddare av Nordstjärneorden, 1952.[6]
- Kommendör av Svärdsorden, 5 juni 1954.[7]
- Kommendör av första klassen av Svärdsorden, 6 juni 1957.[8]
- Kommendör med stora korset av Svärdsorden, 17 november 1969.[9]